# أحمد بن صالح (لاعب كرة قدم تونسي)
أحمد بن صالح لاعب كرة قدم تونسي من مواليد 29 سبتمبر 1993 وهو يلعب في مركز الدفاع.

## مسيرة اللاعب
لعب سابقاً في الفئات السنية في الصفاقسي و لعب بعدها مع النجم المتلوي والملعب الصفاقسي ونادي النجوم السعودي.